# Karangsumber
Karangsumber is een bestuurslaag in het regentschap Pati van de provincie Midden-Java, Indonesië. Karangsumber telt 1705 inwoners (volkstelling 2010).